# アウローラ

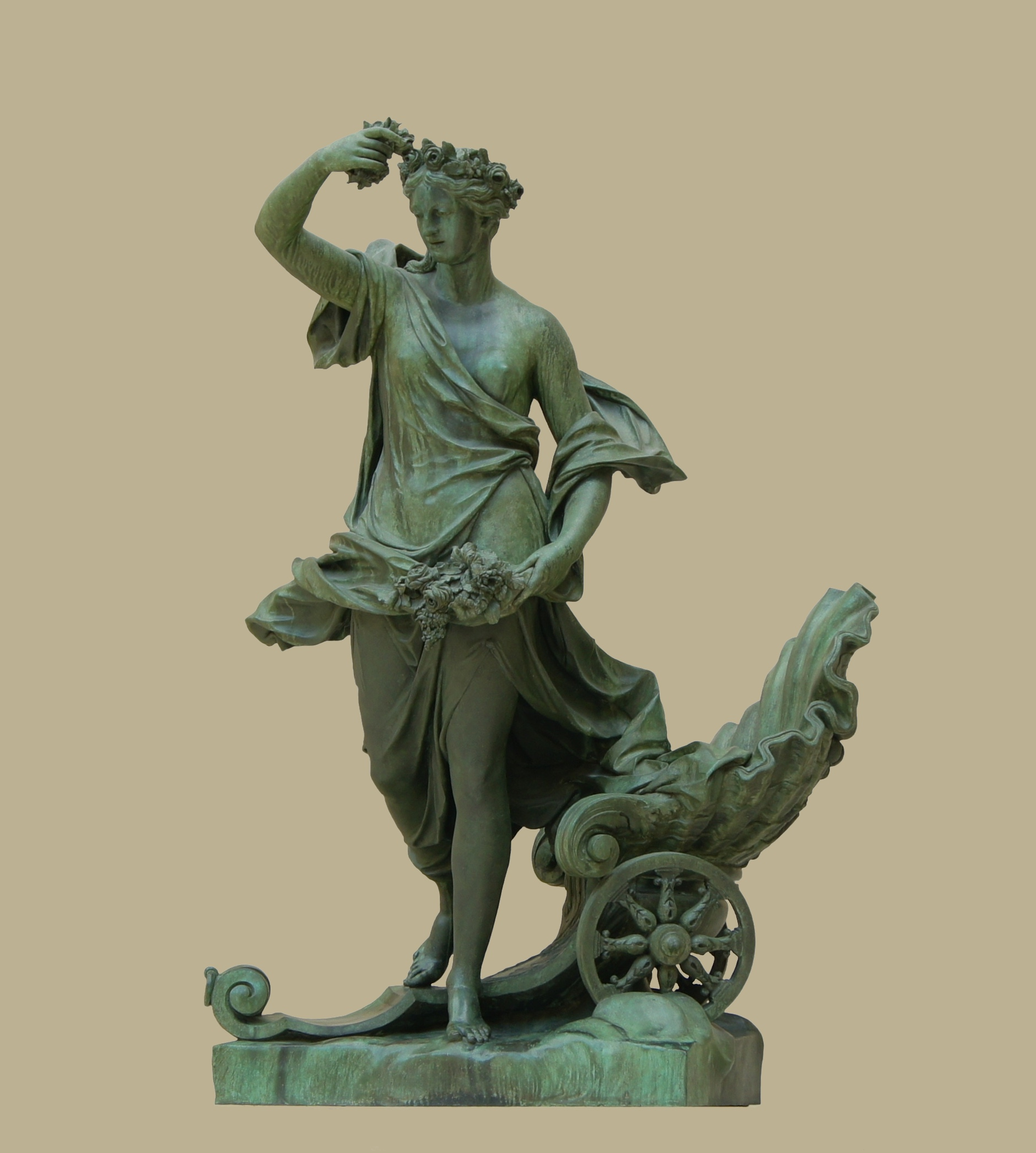
アウローラの彫像フィリップ・マグニア作(1693年)

アウローラ（ラテン語：Aurōra）は、ローマ神話の曙の女神。ギリシア神話のエーオースと同一視される。日本語では長母音記号を省略してアウロラとも呼ぶ。
知性の光、創造性の光が到来する時のシンボル。
転じて、同じ語がオーロラのことを指すようにもなった。その名を冠した小惑星アウロラもある。
1919年にトリノで設立されたイタリア最初の万年筆製造メーカー「アウロラ」の会社名及びブランド名の元となった。